# رذرفورديوم
الرذرفورديوم Rutherfordium (تحت الهافنيوم) هو أحد العناصر الكيميائية الموجودة في الجدول الدوري وله الرمز Rf ورقم ذري 104. وهو عنصر اصطناعي نشيط إشعاعيا وأكثر نظائره عمرا هو النظير رذرفورديوم-267 والذي يبلغ عمر النصف له حوالي 5 ساعات. ولذلك فإنه نادر الاستخدام ولا يعرفه كثير من الناس. وهو عنصر بعد أكتينيد ويتوقع أن تكون له خواص كيميائية مشابهه للهافنيوم

## تاريخ الرذرفورديوم
الرذرفورديوم (تم تسميته على شرف لورد نيلسون-رذرفورد والذي أبلغ عن أول تصنيع له عام 1964 في معمل الأبحاث النووية في دبنا بروسيا. وقد كان البحث يعتمد على هاجموا البلوتونيوم بقذائف أيونية للنيون (معجلة من 113 إلى 115 MeV), ولاحظوا انشطار نووي تمت متابعته بنوع معين من الزجاج في المجهر, والذي دل على وجود عنصر جديد.
في عام 1969 تم تصنيع العنصر في أبحاث جامعة كاليفورنيا-بيركلي بتعريض كاليفورنيوم-249 والكريون-12 لإصطدامت عالية من الطاقة. وقد أفادت مجموعة البحث أنهم لم يستطيعوا إنتاج العملية التصنيعية البكرة التي قام بها العلماء الروسيون.
وعلى ذلك فقد كان هناك اختلاف على تسمية العنصر, حيث أفاد الروس انه تم اكتشافه أولا في دبنا، وتم اقتراح دبنيوم (Db), مثل العنصر كورتشاتوفيوم بالرمز (Ku) للعنصر 104, على شرف العالم إيجور فاسيلفيتش كورتشاكوف (1903-1960), الرئيس السابق للأبحاث النووية الروسية. وقد اقترح الأمريكان رذرفورديوم بالرمز (Rf) للعنصر الجديد على شرف إيرنست رذرفورد، وهو عالم فيزيائي مشهور في نيو زيلاند. وقد قام الاتحاد الدولي للكيمياء البحتة والتطبيقية باقتراح أنيلكواديوم بالرمزو (Unq) كاسم مؤقت للعنصر. وعموما فغنه في عام 1997 تم حل الإشكال وتسمية العنصر باسمه الحالي.

## وصلات خارجية
- لوس ألاموس القومي - رذرفورديوم
- العناصر على شبكة المعلومات - رذرفورديوم